# Lasianthus griffithii
Lasianthus griffithii är en måreväxtart som beskrevs av Robert Wight. Lasianthus griffithii ingår i släktet Lasianthus och familjen måreväxter. Inga underarter finns listade i Catalogue of Life.